# Ткацкий цех (картина)
«Ткацкий цех» — картина советского художника Александра Николаевича Самохвалова (1894—1971), написанная автором в 1930 году по материалам, собранным на Меланжевом комбинате в Иваново-Вознесенске. Находится в собрании Русского музея в Санкт-Петербурге.

## История
Конец 1920-х годов в советском изобразительном искусстве был отмечен ростом интереса к индустриальной теме. Многие художники командировались на различные предприятия для знакомства с трудом рабочих. Не остался в стороне и Александр Самохвалов. В 1930 году от был командирован Изогизом в Иваново-Вознесенск для создания картины о ткацком производстве. Из поездки художник привёз девять акварельных этюдов и две работы, написанные маслом — «Ткацкий цех» и «Печатный цех».
В целом, по словам самого художника, это была поездка-командировка вроде той, что в Наволок в 1925 году или в коммуну «Ленинский путь» в начале 1930-х — для знания жизни.
По выражению А. Н. Самохвалова, композиция картины строилась им «в двух наслоениях перспективы». Глубинный «слой» перспективы выполняет задачу передачи громадного пространства цеха, заполненного ткацкими станками. Правая часть картины передаёт ощущение расширения пространства, по которому навстречу зрителю движется фигурка девушки-ткачихи в черно-белой полосатой кофточке. Расположенные фронтально и увеличивающиеся к переднему плану станки словно подсказывают направление движения молодой ткачихи. У самого первого плана перспектива резко меняется, сдвигаясь влево и утверждая весь первый план как живописную плоскость. В этом, по мнению А. Н. Самохвалова, и заключается «смысл строя этой небольшой картины. Содержа в себе все факторы перспективного набега на зрителя, она вдруг утверждает живописную плоскость картины».
А. Н. Самохвалова увлекла колористическая картина увиденного. «Ярко-белая архитектоника ткацкого цеха, ярко-зелёные станки, ярко-красные детали и детали цвета металла создавали симфонию этого цеха. Обилие света и цвета удовлетворяло целиком потребность в красоте. Две-три юные ткачихи спокойно, как няни, ходили среди станков плавными движениями, как бы одобряя их довольно буйный ритм и с той же человеческой ловкостью исправляя возможные неполадки. А шпульница в белой кофточке с чёрными полосами точно танцевала среди станков, устанавливая новые шпульки и забирая из красных ящиков израсходованные».

## Критика
По мнению И. Н. Баршовой и К. К. Сазоновой, «Ткацкий цех» и другие работы, написанные по материалам поездки в Иваново-Вознесенск, наметили начало нового интересного периода в творчестве А. Н. Самохвалова. Он достигает большей силы и убедительности в своём отношении к жизни и людям. Его начинают больше интересовать индивидуальные психологические особенности человека.
В 1934 году картина «Ткацкий цех» демонстрировалась на венецианской Биеннале. В 1963 году картина «Ткацкий цех» экспонировалась в Ленинграде на первой персональной выставке произведений А. Н. Самохвалова в ЛОСХ. В каталоге ретроспективной выставки «Изобразительное искусство Ленинграда» 1976 года в Москве работа значится как находящаяся в собрании ГРМ. В 2014—2015 годах картина экспонировалась на юбилейной выставке произведений А. Н. Самохвалова в Русском музее.
В источниках присутствуют расхождения в датировке картины. Так, в каталоге персональной выставки А. Н. Самохвалова 1963 года (составители каталога и авторы вступительной статьи И. Н. Баршева и К. К. Сазонова) работа отнесена к 1930 году. В монографии те же авторы прямо указывают: «В 1930 году Самохвалов был командирован Изогизом в Иваново-Вознесенск…». На 1930 год и командировку от Изогиза указывает и В. И. Костин, лично знавший А. Н. Самохвалова. В вышедшей в 1977 году книге воспоминаний А. Н. Самохвалова «Мой творческий путь» (редактировалась уже после смерти художника) картина датируется 1929 годом. Также и в каталоге выставки 2014 года.